# Léopard noir, loup rouge
Léopard noir, loup rouge (titre original : Black Leopard, Red Wolf) est un roman de dark fantasy écrit par Marlon James, paru en 2019 puis traduit en français et publié en 2022. Il est le premier roman de la série Dark Star.
Léopard noir, loup rouge a obtenu le prix Locus du meilleur roman d'horreur 2020.

## Éditions
- Black Leopard, Red Wolf, Riverhead Books (en), 5 février 2019, 620 p.  (ISBN 978-0-7352-2017-1)
- Léopard noir, loup rouge, Albin Michel, 28 septembre 2022, trad. Héloïse Esquié, 704 p.  (ISBN 978-2-226-44249-9)
- Léopard noir, loup rouge, Le Livre de poche no 37851, 5 février 2025, trad. Héloïse Esquié, 992 p.  (ISBN 978-2-253-25095-1)